# Музыка по случаю
«Му́зыка по слу́чаю» (англ. The Music Of Chance; другое название — «Двойная ставка») — некоммерческий полумистический кинофильм, созданный на основе романа Пола Остера «Музыка случая».

## Сюжет
Благородный американец средних лет Джим Нэш («Мэнди Патинкин), пытаясь убежать от своего негативного прошлого, покупает красный BMW» и отправляется на автомобиле в свободное странствование по США. Исколесив почти все штаты, путешественник решает «бросить якорь» в Нью-Йорке. Приятная классическая музыка (Бетховен, Берлиоз и др.), которой наслаждается Джим во время поездки, и живописные американские пейзажи, мелькающие за окнами, позволяют ему немного расслабиться и на время забыть про неудачи. Но жизнь, как известно, очень коварна, и вскоре лирическое настроение бывшего пожарника сменяется тревожным любопытством: он замечает изящно одетого, но окровавленного человека, с большим усилием идущего по обочине трассы. Добродушный Нэш останавливается и пускает странного незнакомца в автомобиль. Новый друг Джима — чистокровный итальянец Джек Поцци (Джеймс Спейдер), зарабатывающий на жизнь исключительно игрой в покер. Атрибуты внешности этого необычного человека говорят сами за себя: дорогой костюм, пышные бакенбарды, усы и небольшая лукавая бородка. Во время очередной партии Поцци как всегда набил карманы деньгами, но в результате внезапного гангстерского налёта был сначала ограблен, а потом по недоразумению жестоко избит.
По дороге в Нью-Йорк бывший работник обувного магазина Поцци методично уговаривает Нэша принять посильное финансовое участие в крупной игре, которая как всегда обещает быть слегка опасной, но удачной: баловень судьбы Джек уверен в своей победе на сто процентов. И Нэш, несмотря на некоторые сомнения, одалживает крупную сумму своему попутчику и соглашается поприсутствовать на игре. Пожив некоторое время в солидной нью-йоркской гостинице, новоиспечённые друзья с весёлым настроением отправляются в Пенсильванию в имение, где обитают два немолодых мультимиллионера — чрезмерно упитанный Билл Фловер (Чарльз Дёрнинг) и болезненно тщедушный Уилли Стоун (Джоэл Грей), с которыми самоуверенный Поцци познакомился в Атлантик-Сити и договорился об игре. Эксцентричные богачи с радостью и душевной теплотой принимают гостей в своём роскошном особняке, кормят их и после трапезы показывают огромный макет сказочного города, который они мечтают построить на своей территории. После знакомства и всех церемоний начинается изысканный покерный фарс. Поначалу всё идёт как по маслу — Джек выигрывает. Но в середине игры Нэш неожиданно покидает игроков, чтобы ещё раз полюбоваться макетом будущего города. С таинственным удивлением разглядывая конструкцию макета, Джим почему-то решает забрать себе на память две фигурки. Именно с этого момента и начинаются настоящие приключения.
Вернувшись к покерному столику, он узнаёт, что везение на этот раз немилосердно изменяет Джеку — по мистическому стечению обстоятельств он начинает проигрывать. В процессе игры ребята потихоньку расстаются не только со своими деньгами, но и с машиной. Более того, они ещё и остаются в долгу (10 тысяч долларов). Карточный долг — дело святое, и, поразмыслив, толстосумы принимают неожиданное и оригинальное решение. Чтобы как-то расплатиться за свою легкомысленность, Нэш и Поцци должны будут построить высокую стену из десяти тысяч каменных глыб, оставшихся после разрушения древнего ирландского замка. Свободолюбивый и вспыльчивый итальянец начинает яростно сопротивляться такому неприятному для него раскладу, но Джим убеждает его в том, что у них нет другого выхода и что эти люди не выпустят их просто так со своей территории. Обговорив все детали, парни подписывают контракт, согласно которому они должны будут честно трудиться в течение пятидесяти дней по десять часов в сутки. Опечаленных своей нелёгкой долей «рабов» передают в руки пожилого надсмотрщика Кэлвина (М. Эммет Уолш), который поселяет их на лоне природы в ветхом, но весьма комфортном трейлере.
Свободная и красивая жизнь сменяется серыми трудовыми буднями. Каторжный труд не прекращается даже во время дождя. Ворочать камни — занятие не из лёгких, но в свободное от работы время друзья живут довольно-таки вольготно: их хорошо кормят, поят дорогими спиртными напитками и даже один раз доставляют проститутку… В перерывах между работой, приятели по несчастью рассказывают друг другу интригующие факты из собственной биографии и в своих пространных беседах затрагивают несметное количество философских вопросов о человеческой судьбе, удаче и прочих жизненных коллизиях… Но всё-таки, несмотря на достаточно благостные условия, Джек всё равно не желает платить по счетам. Ребята выкапывают яму под сетчатым забором, крепко обнимаются на прощание, и Поцци оказывается на воле. Он зовёт с собой Джима, но тот говорит, что не может уйти, не достроив каменное сооружение. Нэш продолжает строительство в одиночку. И однажды утром, выходя из своего домика, Джим видит жуткую картину — на траве лежит страшно избитое полумёртвое тело его бывшего напарника. Кэлвин со своим зятем Флойдом (Крис Пенн) увозят почти бездыханное тело в неизвестном направлении (якобы в больницу). Решив, что Джек был слишком несправедливо наказан за свой побег, Нэш впадает в глубокую депрессию.
После этой непонятной трагедии Джиму начинают сниться кошмары. Отрицательные эмоции душат его во сне и наяву, и, в конце концов, он решает отомстить за смерть друга. После завершения строительства, надсмотрщик и его зять приглашают Джима отметить в баре успешное окончание работы. Выпив и поиграв в бильярд, Джек снова садится за руль, чтобы отвезти Кэлвина и Флойда обратно в поместье. Рискуя собственной жизнью, он специально разгоняет машину до предела, и на крутом повороте она переворачивается и падает в кювет. После автокатастрофы в живых остаётся только Джим Нэш. Немного изувеченный, он идёт по краю дороги в неизвестном направлении. Какой-то человек, проезжающий мимо, подбирает его на том же самом месте, где он когда-то в первый раз увидел Джека.

## Актёрский состав
| В ролях          |  | Персонаж    |
| ---------------- |  | ----------- |
| Джеймс Спейдер   |  | Джек Поцци  |
| Мэнди Патинкин   |  | Джим Нэш    |
| Майкл Эммет Уолш |  | Кэлвин      |
| Чарльз Дёрнинг   |  | Билл Фловер |
| Джоэл Грей       |  | Уилли Стоун |
| Саманта Мэтис    |  | Тиффани     |
| Крис Пенн        |  | Флойд       |
| Пол Остер        |  | водитель    |

## Сноски
1. ↑  Рецензии на книгу Пола Остера «Музыка случая»